# Гранвілл-Саут (Огайо)
Гранвілл-Саут (англ. Granville South) — переписна місцевість (CDP) в США, в окрузі Лікінґ штату Огайо. Населення — 1420 осіб (2020).

## Географія
Гранвілл-Саут розташований за координатами 40°3′5″ пн. ш. 82°32′43″ зх. д. / 40.05139° пн. ш. 82.54528° зх. д. (40.051514, -82.545205).  За даними Бюро перепису населення США в 2010 році переписна місцевість мала площу 15,93 км², з яких 15,79 км² — суходіл та 0,14 км² — водойми.

## Демографія
Згідно з переписом 2010 року, у переписній місцевості мешкало 1410 осіб у 548 домогосподарствах у складі 406 родин. Густота населення становила 89 осіб/км².  Було 570 помешкань (36/км²).
Расовий склад населення:
| - 96,9 % — білих - 1,4 % — азіатів - 0,9 % — чорних або афроамериканців - 0,1 % — корінних американців |

До двох чи більше рас належало 0,6 %. Частка іспаномовних становила 0,9 % від усіх жителів.
За віковим діапазоном населення розподілялося таким чином: 25,2 % — особи молодші 18 років, 51,8 % — особи у віці 18—64 років, 23,0 % — особи у віці 65 років та старші. Медіана віку мешканця становила 48,0 року. На 100 осіб жіночої статі у переписній місцевості припадало 93,2 чоловіків;  на 100 жінок у віці від 18 років та старших — 91,1 чоловіків також старших 18 років.
Середній дохід на одне домашнє господарство  становив 120 942 долари США (медіана — 109 022), а середній дохід на одну сім'ю — 127 683 долари (медіана — 109 565). За межею бідності перебувало 0,8 % осіб, у тому числі 0,0 % дітей у віці до 18 років та 0,0 % осіб у віці 65 років та старших.
Цивільне працевлаштоване населення становило 650 осіб. Основні галузі зайнятості: освіта, охорона здоров'я та соціальна допомога — 28,3 %, будівництво — 16,0 %, роздрібна торгівля — 12,6 %, виробництво — 10,8 %.